# Arnaldo Caverzasi
Arnaldo Caverzasi, né le 12 janvier 1948 à Porto Ceresio (Lombardie), est un coureur cycliste italien, professionnel de 1970 à 1979.

## Palmarès

### Palmarès amateur
- 1967
  - 2e de la Piccola Tre Valli Varesine
- 1968
  - Circuito di Mede
- 1969
  - Gran Premio Somma
  - Coppa Caduti Nervianesi
  - Targa Libero Ferrario

### Palmarès professionnel
- 1970
  - 4e étape du Tour de Suisse
- 1971
  - 1re étape du Tour de Suisse
  - Tour des Trois Provinces
  - 2e du Grand Prix Tarquinia
  - 5e du Tour de Suisse
- 1972
  - 3e du Tour d'Ombrie
- 1973
  - Coppa Agostoni
- 1975
  - 1re étape du Grand Prix du Midi libre
- 1976
  - 2e du Tour de Sardaigne
  - 3e du Grand Prix de Camaiore
  - 3e du Grand Prix de Prato
- 1977
  - 1re étape du Tour de l'Aude

## Résultats sur les grands tours

### Tour de France
2 participations
- 1975 : abandon (18e étape)
- 1976 : 44e

### Tour d'Italie
9 participations
- 1970 : 76e
- 1971 : 66e
- 1972 : 51e
- 1973 : 73e
- 1974 : 62e
- 1976 : 19e
- 1977 : 50e
- 1978 : 64e
- 1979 : abandon (13e étape)